# Le Roi du bluff
Pour plus de détails, voir Fiche technique et Distribution.
Le Roi du bluff (titre original : Homer Comes Home) est un film muet américain de Jerome Storm, sorti en 1920.
Le film suit Homer Cavender qui va en ville dans le but de trouver la gloire et la fortune. Les deux lui échappent, et après avoir été commis pendant deux ans, Homer rentre chez lui pour des vacances. Impressionnés par ses nouveaux vêtements, les habitants de la ville supposent qu’Homer est devenu riche. Voulant demander la main de Rachel Prouty, il s'attire l'antipathie d'Arthur Machim, qui compte bien discréditer Homer aux yeux de la population.

## Synopsis
Homer Cavender est considéré comme un échec par les habitants de sa ville natale. En effet, il a été licencié de tous les emplois qu'il a occupé. Dans son dernier emploi, il était en train d'essayer un dispositif antidérapant sur la voiture de son patron. Mais alors qu’il conduisait son patron à une réception, la voiture dérape et finit par s'écraser contre une clôture. Homer, à nouveau sans emploi, décide d'aller tenter sa chance en ville en travaillant comme commis pour Bailly et Kort. La seule personne désolée de le voir partir est Rachel Prouty, fille d’un des principaux citoyens de la ville.
Mais après deux ans, il constate qu’il ne progresse pas assez rapidement. Il a l’idée de créer une usine dans sa ville natale. Mais pour démarrer son entreprise, il a besoin d’argent. Bien que ses patrons refusent de le financer, Homer réussi à économiser 300 $. Avec son argent, il commence à dépenser imprudemment : il rentre chez lui sur le Lightning Express, qui ne transporte que des personnes importantes ; il arbore un nouveau costume ; prend la meilleure chambre dans un hôtel local et loue un taxi pour deux semaines.
Homer veut demander Rachel, mais a peur de lui faire savoir qu’il n’a vraiment pas d’argent. Il sécurise le capital nécessaire pour mener à bien son entreprise en offrant aux citoyens des actions de l’entreprise. Mais Arthur Machim, un rival jaloux d’Homère découvre qu’il n’est qu’un commis et répand la nouvelle qu’Homer est malhonnête. Quand Homer ne se présente pas au travail après avoir reçu le soutien financier, il semble à tout le monde que Machim a raison.
Finalement l’entreprise d’Homer se réalise, et il est nommé le patron de son usine. Ce faisant, il gagne également la main de Rachel.

## Fiche technique
- Titre original : Homer Comes Home
- Titre français : Le Roi du bluff
- Réalisation : Jerome Storm
- Scénario : Agnes Christine Johnston, Alexander Hull
- Photographie : Chester Lyons
- Montage : Harry L. Decker
- Production : Thomas H. Ince
- Société de production : Thomas H. Ince Productions
- Société de distribution : Paramount-Artcraft Pictures
- Pays d’origine :  États-Unis
- Format : noir et blanc — 35 mm — 1,33:1 — Muet
- Genre : comédie dramatique
- Durée : 50 minutes
- Dates de sortie :
  -  États-Unis : 27 juin 1920
  -  France : 9 juin 1922

## Distribution
- Charles Ray : Homer Cavender
- Otto Hoffman : Silas Prouty
- Priscilla Bonner : Rachel Prouty
- Ralph McCullough : Arthur Machim
- Walter Higby : Old Machim
- John H. Elliot : Mr. Bailly
- Harry Hyde : Mr. Kort
- Gus Leonard : L'épicier
- Joe Hazelton : L'homme du magasin de chaussures
- Bert Woodruff : Fermier Higgins
- Louis Morrison : Le vieux Tracey
- Mollie McConnell : Dowager (non créditée)

source : IMDb